# حاجی‌آباد (زیرکوه)
حاجی‌آباد، شهری در استان خراسان جنوبی و مرکز شهرستان زیرکوه است.
حاجی‌آباد در میانه راه شهر قائن به دَقّ پِترِگان و مرز افغانستان واقع شده است. منطقه حاجی‌آباد با خشکسالی روبه‌رو است و احداث خط لوله آبرسانی آبیز در مسیر رودخانه حاجی‌آباد از طرح‌های بهبود وضعیت آب در این منطقه است.

## جمعیت
بر پایه سرشماری عمومی نفوس و مسکن در سال ۱۳۹۵ جمعیت این شهر ۶٬۱۶۸ نفر (در ۱٬۴۶۴ خانوار) بوده است.

## تاریخچه
کارشناسان باستان‌شناسی از شهری تاریخی در دق پترگان نام می‌برند که همان یزودیه (یزدان) قدیمی‌ترین اثر باستانی در پترگان می‌باشد. یزدان واقع در دق پترگان طی قرون سوم تا پنجم هجری قمری آباد و بارونق بوده و این شهر باستانی بر اثر زلزله یا سیل در عمق دو متری خاک مدفون شده است.

### وجه تسمیه نام‌گذاری
پس از متروکه شدن قنات قدیمی موجود در این مکان، مرحوم حاج محمد علم کامرانی جد امام جمعه فقید این شهر با کمک تعدادی اهالی گازار و شاهرخت نسبت به احیاء قنات اقدام نموده و اولین قلعه حاجی‌آباد را بنا نهاده است و این شهر بر همین اساس حاجی‌آباد نامیده شده است. قلعه ساخته شده توسط حاج محمد علم تا قبل از زلزله سال ۷۶ وجود داشت و بعد از آن کاملاً تخریب شده است.

### بازسازی پس از زلزله ۱۳۷۶
در زمین لرزه قائن در سال ۱۳۷۶ این شهر و روستاهای اطراف آن به کلی تخریب گردید و شهر جدید حاجی‌آباد از مهاجران ساکنین روستاهای بمرود، حسین‌آباد، اردکول، دزگ و سورند شکل گرفت

### مستقل شدن شهرستان زیرکوه
طبق مصوبه سال ۱۳۹۱ هیئت دولت شهرستان زیرکوه به مرکزیت حاجی‌آباد از قاین استقلال یافت و این شهر به شهرستان تبدیل شد.